# Dekorativ figur mot ornamental bakgrund
Dekorativ figur mot ornamental bakgrund (franska: Figure décorative sur fond ornemental) är en oljemålning av den franske konstnären Henri Matisse. Den målades vintern 1925–1926 i Nice, såldes av konstnären till franska staten 1938 och är idag utställd på Centre Georges Pompidou i Paris. 
Denna målning är så rik på färglagda ornament att såväl konturer som rumsdimensionen suddas ut. Barocktapeten övergår till en mönstrad matta där en blomkruka och en skål med citroner är placerade. Den nakna kvinnan, vars ställning återkommer i Matisses kollageserie Blå akt (1952), är skulptural till sitt utseende. Matisse utförde verket under sin "Nice-period(fr)" då han influerades av islamisk konst och sina resor till Nordafrika. Vid denna tid var odalisker ett återkommande motiv, till exempel Odalisk med uppsträckta armar (1923).